# Alpha Han
Alpha Han è un album registrato in studio del rapper danese Jokeren, pubblicato nel 2003.

## Tracce
1. Der er stadig bartendere
2. Sulten feat
3. Kvinde Din
4. Gigolo Jesus
5. Det ku ha været dig
6. Udveje
7. Er det politiet
8. Brev til en homie
9. Alpha Han (interlude)
10. Havnen
11. Livet i krybesporet
12. Flamingo Fridays feat
13. Somom.com
14. Hey smukke
15. Tør øjnene feat
16. Bøn fra en player